# Carl Brockelmann
Carl Brockelmann, född 17 september 1868, död 6 maj 1956, var en tysk orientalist.
Brockelman blev extra ordinarie professor i Breslau 1900, ordinarie professor i Königsberg 1903, i Halle 1910, Berlin 1922 samt slutligen i Breslau 1923. Brockelmann intar, framför allt genom sitt epokgörande arbete Grundriss der vergleichenden Grammatik der semitischen Sprachen (2 band, 1908–13) en av de främsta platserna bland sin samtids semitiska forskare. Bland hans övriga arbeten märks Lexicon syriacum (1895, 2:a upplagan 1923–28), en syrisk elementargrammatik med krestomati (1899, 4:e upplagan 1925), den särskilt i bibliografiskt hänseende detaljrika och värdefulla Geschichte der arabischen Litteratur (2 band, 1898–1902) samt kortare framställningar av den arabiska (1901) och syriska (1907) litteraturens historia. Även inom det turkiska området var Brockelmann verksam, bland annat genom Mitteltürkischer Wortschatz (1928).